# Жан-Марі Остерт
Жан-Марі Остерт (люксемб. Jean-Marie Hostert) — люксембурзький дипломат. Надзвичайний і Повноважний посол Люксембургу в Україні за сумісництвом (1992-1996).

## Життєпис
З 13 листопада 1979 р. — Постійний представник Люксембургу при Раді Європи.
У 1991—1996 рр. — Надзвичайний і Повноважний Посол Люксембургу в Росії та за сумісництвом в країнах СНД, Україні, Фінляндії.
У 1992—1996 рр. — Надзвичайний і Повноважний Посол Люксембургу в Україні за сумісництвом. У 1992 році вручив вірчі грамоти Президенту України Леоніду Кравчуку
У 1996—1998 рр. — Надзвичайний і Повноважний Посол Люксембургу в Італії. 18 квітня 1996 року вручив вірчі грамоти Президенту Італії Оскару Скальфаро Постійний представник Люксембургу при Продовольчій та сільськогосподарській організації ООН (FAO) в Римі.

## Автор праць
- Жан Остерт, «Міжнародне та внутрішнє законодавство у Віденській конвенції про право договорів від 23 травня 1969 року», Французький щорічник міжнародного права 15(1) (1969), 104—105 стор.[8]